# Fraipontite
La fraipontite è un minerale. La zinalsite è un sinonimo di questa specie, originariamente riconosciuta come specie a sé in base ad un ritrovamento avvenuto nel 1956 in Kazakistan.